# Hemicladus decoratus
Hemicladus decoratus är en skalbaggsart som beskrevs av Fuchs 1955. Hemicladus decoratus ingår i släktet Hemicladus och familjen långhorningar. Inga underarter finns listade i Catalogue of Life.